# Berkanusz
Berkanusz – wieś w Armenii, w prowincji Ararat. W 2011 roku liczyła 1568 mieszkańców.